# 肯普特訥山

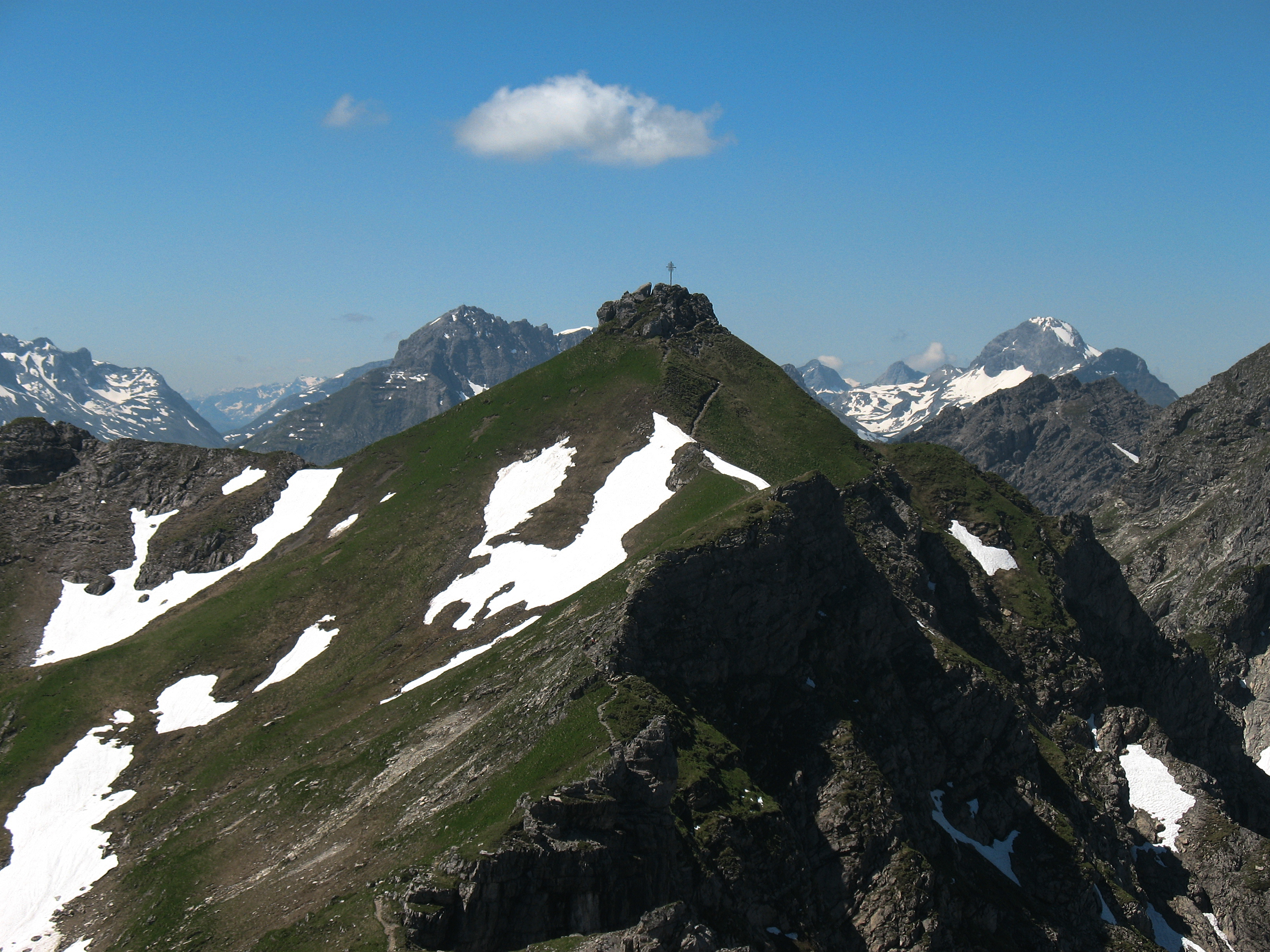

47°17′51″N 10°11′57″E / 47.29750°N 10.19917°E
肯普特訥山（德語：Kemptner Kopf），是中歐的山峰，位於奧地利和德國接壤的邊境，屬於阿爾高阿爾卑斯山脈的一部分，距離埃爾斯特沙法爾蓬山0.6公里，海拔高度2,191米，每年平均降雨量1,730毫米。